# Bakchiaden
Bei den Bakchiaden (altgriechisch Βακχιάδαι Bakchiádai) handelt es sich um ein altes korinthisches Adelsgeschlecht, benannt nach dem fünften König Korinths, Bakchis.
Ihre Abstammung führen sie auf die Herakliden zurück, ab 748 v. Chr. übten sie fast ein ganzes Jahrhundert lang eine exklusiv oligarchische Herrschaft aus, wobei die Stadt unter ihrer Herrschaft einen starken wirtschaftlichen Aufschwung erlebte. Sie wählten jährlich ein neues Staatsoberhaupt aus ihrer Mitte, einen sogenannten Prytanis und behandelten laut Strabon die Einnahmen aus dem lebhaften Handelsverkehr Korinths wie Privateinkünfte. Züge einer Tyrannis waren hier schon erkennbar, die meisten übrigen korinthischen Adelsgeschlechter mussten auswandern. Zwei berühmte Städte wurden von ausgewanderten Herakliden gegründet, einmal das von Anfang an verfeindete Korkyra durch Chersikrates sowie Syrakus durch Archias.
Nach der Niederlage gegen Korkyra um 660 v. Chr., der ersten Seeschlacht der griechischen Geschichte, wird die Dynastie der Bakchiaden um 657 v. Chr. von den unteren Volksschichten gestürzt. Die Brutalität ihrer Herrschaft hatte sie beim Volk schon seit langem unbeliebt gemacht.
Nicht zu verwechseln sind sie mit den kultischen Verehrern des Dionysos, den Bakchen. 